# Lick–Carnegie Exoplanet Survey
El Lick–Carnegie Exoplanet Survey (LCES), en català es podria traduir "Programa de Recerca de Planetes de Lick-Carnegie" és una recerca d'exoplanetes mitjançant el telescopi òptic Keck I de l'Observatori W. M. Keck a Hawaii. El programa és patrocinat per la NASA i la National Science Foundation. El programa comprèn una dècada d'observacions. El programa està dirigit per Steven Vogt, professor d'astronomia i astrofísica a la Universitat de Califòrnia a Santa Cruz i R. Paul Butler de la Carnegie Institution.
La recerca es va iniciar com San Francisco State University Planet Search el 1987 per Geoffrey Marcy i R. Paul Butler, utilitzant l'Observatori Lick. L'equip fundador va ser el destinatari del Premi Commemoratiu Carl Sagan 2002. Més endavant va ser reanomenat com a California i Carnegie Planet Search.
Les activitats del Lick–Carnegie Extrasolar Planet Search Program (Programa de Recerca de Planetes Extrasolars Lick-Carnegie) inclouen monitoratge basat en Doppler de precisió de més de 1330 estrelles properes F, G, K i M per a planetes que fan servir mesuraments de velocitat radial amb una precisió de 2-3 m/s. Va contribuir amb més del 70% dels exoplanetes coneguts a partir del 2010. Aquests sistemes planetaris extrasolars mostren una diversitat de períodes, mides i excentricitats orbitals, proporcionant una nova visió dels orígens i l'evolució dels sistemes planetaris.
Al setembre de 2010, l'equip va anunciar el descobriment de Gliese 581 g en òrbita dins del sistema planetari Gliese 581. Les observacions situen el planeta en una zona on l'aigua líquida podria existir a la superfície del planeta, és a dir, una zona habitable. Si se confirma, aquest seria el primer cas fort per a un exoplaneta semblant a la Terra potencialment habitable però descobert. Un dels col·laboradors de l'equip va ser Peter Jalowiczor, un astrònom aficionat que va analitzar algunes de les dades que va donar a conèixer l'equip al públic. El seu treball va contribuir al descobriment de quatre exoplanetes.